# Alfred Tennyson
Alfred Tennyson (anglès: Alfred Tennyson, 1. Baron Tennyson)  (Somersby, 6 d'agost de 1809 - Aldworth, 6 d'octubre de 1892) fou un poeta anglès de l'era victoriana.
Tennyson es basava en gran part en temes de la mitologia clàssica com el poema d'Ulisses. El van influir principalment William Shakespeare, Geoffrey Chaucer, John Milton i John Keats.
Hi ha un gran nombre de frases de Tennyson que han passat a formar part de l'anglès quotidià incloent-hi "Nature, red in tooth and claw", "'Tis better to have loved and lost / Than never to have loved at all", "Theirs not to reason why, / Theirs but to do and die", "My strength is as the strength of ten, / Because my heart is pure", "Knowledge comes, but Wisdom lingers", and "The old order changeth, yielding place to new".

## Biografia
Tennyson nasqué a Somersby, Lincolnshire.
Tennyson estudià al Trinity College de Cambridge a partir de 1827, on s'uní a una societat secreta anomenada els Cambridge Apostles. A Cambridge, Tennyson conegué Arthur Henry Hallam i se'n feu amic.
Morí a Haslemere, Surrey.

## Música
El compositor anglès Frederich William Wadely va compondre obres corals amb acompanyament d'orquestra sobre poesies de Tennyson.
També Charles Villiers Stanford li posà música a Reina María i Becket.
Igualment va fer el compositor alemany Richard Burmeister de la seva obra Die Schwestern.
També el compositor danès Carl Busch va compondre un Preludi orquestral per al <Passing of Arthur>.

## Algunes obres
- De Poems, Chiefly Lyrical (1830):
  - The Dying Swan
  - The Kraken
  - Mariana
- Lady Clara Vere de Vere (1832)
- De Poems (1833):
  - The Lotos-Eaters
  - The Lady of Shalott (1832, 1842) –
  - The Palace of Art
- St. Simeon Stylites (1833)
- De Poems (1842):
  - Locksley Hall
  - Tithonus
  - Vision of Sin Arxivat 2008-05-02 a Wayback Machine.
  - The Two Voices (1834)
  - "Ulysses" (1833)
- De The Princess; A Medley (1847)
  - "The Princess"
  - Now Sleeps the Crimson Petal –
  - "Tears, Idle Tears"
- In Memoriam A.H.H. (1849)
- Ring Out, Wild Bells (1850)
- The Eagle (1851)
- The Sister's Shame[7]
- De Maud; A Monodrama (1855/1856)
  - Maud
  - The Charge of the Light Brigade (1854) – an early recording exists of Tennyson reading this.
- De Enoch Arden and Other Poems (1862/1864)
  - Enoch Arden
  - The Brook –
- Flower in the crannied wall (1869)
- The Window – Cicle de cançons amb Arthur Sullivan. (1871)
- Harold (1876) –
- Idylls of the King (compost el 1833–1874)
- Locksley Hall Sixty Years After (1886)
- Crossing the Bar (1889)
- The Foresters – amb música d'Arthur Sullivan (1891)
- Kapiolani (pòstum)[8]